# Molkenberg (Schollene)
Molkenberg ist ein Ortsteil der Gemeinde Schollene im Osten des Landkreises Stendal in Sachsen-Anhalt.

## Geografie
Molkenberg, ein Straßendorf mit Kirche, liegt direkt an der Havel, 2½ Kilometer nördlich von Schollene auf einer kleinen Talsandinsel, die von der Niederung eines ehemaligen Havelbogens umgeben ist. Das Dorf ist im Norden, Osten und Süden umgeben vom Fauna-Flora-Habitat-Gebiet „Untere Havel und Schollener See“. Östlich des Dorfes beginnt das Land Brandenburg.
Nachbarorte sind der Elshof im Westen, Rehberg im Nordwesten, Gülpe im Norden, Parey im Südosten, Neumolkenberg und Schollene im Süden und Nierow im Südwesten.

## Geschichte

### Mittelalter bis Neuzeit
Im Jahre 1239 wurde der durch Hans von Plotho getätigte Verkauf von Molkenberg an das Prämonstratenserstift Jerichow seinen Söhnen Johannes und Gebhard bestätigt. 1240 wurden auch die dort lebenden Wenden erwähnt. 1302 heißt der Ort Mulkenberge. Bis zur Reformation war das Dorf im Besitz des Klosters. 1640 brannte das alte Dorf ab. Archäologische Untersuchungen zeigten, dass das alte Dorf wohl identisch ist mit einer slawischen Siedlungsstelle nördlich des heutigen Dorfes auf der Talsandinsel „Bützer Stücken“.
1785 gehörte das neue Dorf mit einem Vorwerk zum Königlichen Amt Jerichow. Es gab ein königliches Zollgeleit.
Durch den Dorfbrand am 6. Mai 1840 wurde binnen einer halben Stunde das ganze Dorf zerstört, nur ein Backhaus und ein Holzgitter auf dem Friedhof bleiben übrig.
Ein wichtiger Erwerbszweig war bereits im 19. Jahrhundert die Viehhaltung. Ein Drittel der Ackerflächen waren seinerzeit in Weiden umgewandelt worden. 1890 wurde in Molkenberg von Milchbauern eine Molkereigenossenschaft gegründet und eine Molkerei errichtet, die bis in die Mitte des 20. Jahrhunderts existierte. Heute ist das Gebäude eine Jugendbegegnungstätte getragen von einem gemeinnützigen Verein.

### Archäologie
Auf der Gemarkung wurden Brandgräberfelder aus der Bronzezeit gefunden, ein Hügelgräberfeld aus der frühen Bronzezeit sowie das Depot von Molkenberg.

### Eingemeindungen
Molkenberg gehörte früher zum zweiten Distrikt im Jerichowschen Kreis im Nordosten des Herzogtums Magdeburg. 1816 kam es zum Kreis Jerichow II, dem späteren Landkreis Jerichow II in der preußischen Provinz Sachsen.
Am 20. Juli 1950 wurde die bis dahin eigenständige Gemeinde Molkenberg nach Schollene eingemeindet.
Am 1. Januar 1957 wurde der Ortsteil Molkenberg wieder aus der Gemeinde Schollene ausgegliedert und entstand als politisch selbstständige Gemeinde neu.
Am 15. Februar 1974 wurde die Gemeinde Molkenberg erneut nach Schollene eingemeindet.

### Einwohnerentwicklung
| Jahr | Einwohner |
| ---- | --------- |
| 1782 | [0]196    |
| 1818 | [00]258   |
| 1840 | [00]355   |
| 1864 | [00]441   |
| 1867 | 488       |
| 1871 | 462       |

| Jahr | Einwohner |
| ---- | --------- |
| 1905 | 390       |
| 1910 | 517       |
| 1925 | 450       |
| 1933 | 443       |
| 1939 | 457       |
| 1946 | 572       |

| Jahr | Einwohner |
| ---- | --------- |
| 1964 | 287       |
| 2014 | [00]129   |
| 2017 | [00]119   |
| 2018 | [00]126   |
| 2019 | [00]116   |
| 2020 | [00]118   |

| Jahr | Einwohner |
| ---- | --------- |
| 2021 | [00]114   |
| 2022 | [0]113    |

Quellen: 1867 bis 1964 Unterlagen der Volkszählung

## Religion
Die evangelische Kirchengemeinde Molkenberg, die früher zur Pfarrei Schollene gehörte wird heute betreut vom Pfarrbereich Schönhausen im Kirchenkreis Stendal im Propstsprengel Stendal-Magdeburg der Evangelischen Kirche in Mitteldeutschland.
Die ältesten überlieferten Kirchenbücher für Molkenberg stammen aus dem Jahre 1775. Ältere Einträge sind bei Schollene zu finden.
Die katholischen Christen gehören zur Pfarrei St. Elisabeth in Tangermünde im Dekanat Stendal im Bistum Magdeburg.

## Kultur und Sehenswürdigkeiten

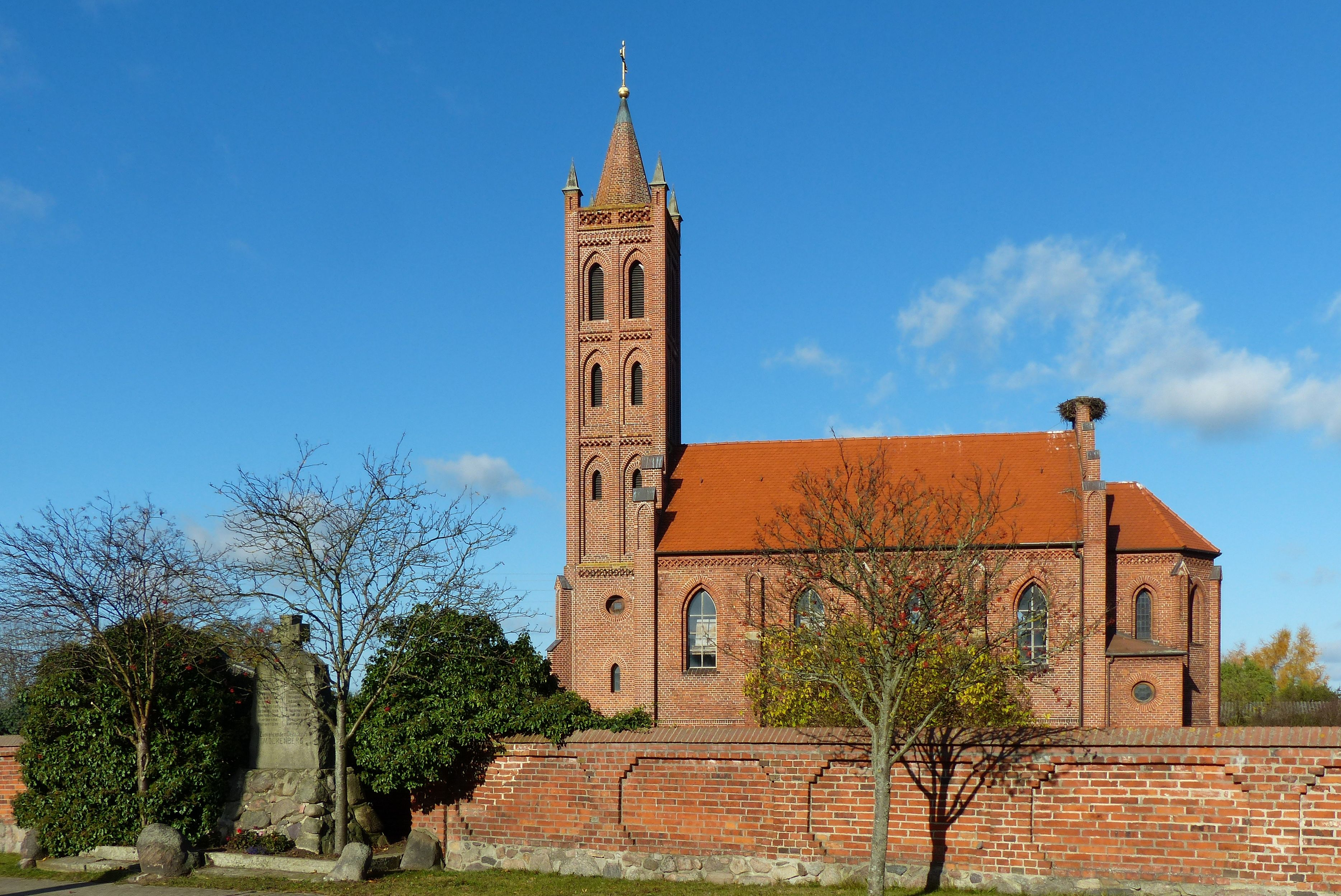
Dorfkirche Molkenberg

- Die evangelische Dorfkirche Molkenberg, ein neugotischer Backsteinbau mit massivem Westturm, wurde 1846 auf einem Hügel anstelle eines abgebrannten Vorgängerbaus errichtet.[26] Sie steht auf dem Ortsfriedhof.
- Vor der Kirche steht ein Denkmal aus Feldsteinen und einem Findling für die Gefallenen des Ersten Weltkrieges.[27]

## Sage von der Hegellake bei Molkenburg
Anfang des 20. Jahrhunderts überlieferte der Lehrer Schmidt eine Sage über das abgebrannte Dorf Molkenburg, in dem die drei reichen Bauern Hegel, Lake und Halbe gelebt hatten. Sie waren leidenschaftliche Jäger und sollen das alte Dorf angezündet haben. Nach dem Brand bauten sie sich Hütten in der Nähe der „Hegellake“. Nach ihrer letzten Jagdrunde tanzten sie immer weiter rückwärts, bis sie in das „Moderloch“ bei Molkenburg fielen, aus dem sie nicht wieder herauskonnten. Kaum waren sie aber tot, so ließ sich auf ihren früheren Jagdgründen die Wilde Jagd hören und die ließ den Leuten in der Nacht keine Ruhe.